# بسکتبال در المپیک تابستانی ۱۹۶۰
بسکتبال در بازی‌های المپیک تابستانی ۱۹۶۰ نام رویداد ورزش بسکتبال در بازی‌های المپیک تابستانی بود که در سال ۱۹۶۰ برگزار شد.

## رتبه بندی نهایی
1. ایالات متحده آمریکا
2. اتحاد جماهیر شوروی
3. برزیل
4. ایتالیا
5. چکسلواکی
6. یوگسلاوی
7. لهستان
8. اروگوئه
9. مجارستان
10. فرانسه
11. فیلیپین
12. مکزیک
13. پورتوریکو
14. اسپانیا
15. ژاپن
16. بلغارستان

## نتایج

### مرحله گروهی

#### گروه آ
| تیم                 | بازی | برد | باخت | گل زده | گل خورده | تفاضل گل | امتیاز |
| ------------------- | ---- | --- | ---- | ------ | -------- | -------- | ------ |
| ایالات متحده آمریکا | ۳    | ۳   | ۰    | ۳۲۰    | ۱۸۳      | +۱۳۷     | ۶      |
| ایتالیا             | ۳    | ۲   | ۱    | ۲۲۶    | ۲۴۷      | −۲۱      | ۵      |
| مجارستان            | ۳    | ۱   | ۲    | ۲۲۳    | ۲۴۵      | −۲۲      | ۴      |
| ژاپن                | ۳    | ۰   | ۳    | ۲۲۴    | ۳۱۸      | −۹۴      | ۳      |

#### گروه ب
| تیم       | بازی | برد | باخت | گل زده | گل خورده | تفاصل گل | امتیاز |
| --------- | ---- | --- | ---- | ------ | -------- | -------- | ------ |
| چکسلواکی  | ۳    | ۲   | ۱    | ۲۰۱    | ۱۹۲      | +۹       | ۵      |
| یوگسلاوی  | ۳    | ۲   | ۱    | ۱۹۳    | ۱۹۹      | −۶       | ۵      |
| فرانسه    | ۳    | ۱   | ۲    | ۱۸۷    | ۱۹۰      | −۳       | ۴      |
| بلغارستان | ۳    | ۱   | ۲    | ۲۰۹    | ۲۰۹      | ۰        | ۴      |

#### گروه ث
| تیم                | بازی | برد | باخت | گل زده | گل خورده | تفاضل گل | امتیاز |
| ------------------ | ---- | --- | ---- | ------ | -------- | -------- | ------ |
| برزیل              | ۳    | ۳   | ۰    | ۲۱۳    | ۱۹۸      | +۱۵      | ۶      |
| اتحاد جماهیر شوروی | ۳    | ۲   | ۱    | ۲۲۰    | ۱۷۰      | +۵۰      | ۵      |
| مکزیک              | ۳    | ۱   | ۲    | ۱۸۹    | ۲۱۰      | −۲۱      | ۴      |
| پورتوریکو          | ۳    | ۰   | ۳    | ۱۹۹    | ۲۴۳      | −۴۴      | ۳      |

#### گروه د
| تیم     | بازی | برد | باخت | گل زده | گل خورده | تفاضل گل | امتیاز |
| ------- | ---- | --- | ---- | ------ | -------- | -------- | ------ |
| اروگوئه | ۳    | ۲   | ۱    | ۲۲۸    | ۲۲۵      | +۳       | ۵      |
| لهستان  | ۳    | ۲   | ۱    | ۲۳۳    | ۲۰۷      | +۲۶      | ۵      |
| فیلیپین | ۳    | ۱   | ۲    | ۲۲۸    | ۲۴۸      | −۲۰      | ۴      |
| اسپانیا | ۳    | ۱   | ۲    | ۲۲۲    | ۲۳۱      | −۹       | ۴      |

### نهایی
| تیم                 | بازی | برد | باخت | گل زده | گل خورده | تفاضل گل | امتیاز |
| ------------------- | ---- | --- | ---- | ------ | -------- | -------- | ------ |
| ایالات متحده آمریکا | ۳    | ۳   | ۰    | ۲۸۳    | ۲۰۱      | +۸۲      | ۶      |
| اتحاد جماهیر شوروی  | ۳    | ۲   | ۱    | ۱۹۹    | ۲۱۳      | −۱۴      | ۵      |
| برزیل               | ۳    | ۱   | ۲    | ۲۰۳    | ۲۲۹      | −۲۶      | ۴      |
| ایتالیا             | ۳    | ۰   | ۳    | ۲۲۶    | ۲۶۸      | −۴۲      | ۳      |